# Родичев, Николай Иванович
Никола́й Ива́нович Ро́дичев (28 сентября 1925, д. Тереховка, Орловская губерния — 7 августа 2002) — русский советский писатель, журналист, редактор, член Союза писателей СССР с 1955 года, заслуженный работник культуры России, член Правления Литфонда СССР.

## Биография
Родился в деревне Тереховка Дмитровского района Орловской области, в 1 км от границы с Брянской областью, в многодетной крестьянской семье. Позднее несколько лет учился в райцентре Локоть на Брянщине.
Участник Великой Отечественной войны, которую окончил в Чехословакии (в последующем писатель в своём творчестве не раз обращался к теме этой страны). После Победы, окончив военное училище, ещё несколько лет служил в Московском, Киевском, Приволжском военных округах. Демобилизовался в звании капитана в 1950 году.
Первые стихи сержанта Родичева были опубликованы в 1944 году в армейской газете «Защитник Отечества»; первая книга вышла в 1953 году.
По окончании Киевского университета, получив профессию журналиста, работал собкором областной газеты «Заря Полтавщины», затем — редактором и главным редактором донецкого книжного издательства «Донбасс». После перевода в Москву, окончив Высшие литературные курсы, заведовал редакцией прозы в крупнейшем издательстве страны «Советский писатель», затем работал заместителем главного редактора издательства «Московский рабочий», являлся корреспондентом журнала «Огонёк», газеты «Правда»…
Работая на ответственных постах в московских издательствах, помог творческому становлению многих авторов, получивших в дальнейшем широкое признание (в их числе — В. Белов, В. Шукшин, Ю. Семёнов, П. Проскурин, Н. Рубцов). За 6 лет его деятельности в издательстве «Советский писатель» работы двенадцати авторов, выпущенные в этом издательстве, были отмечены Государственными премиями.
С 1973 года — литработник на дому. С 1975 года проживал на Брянщине, в Белых Берегах.
Автор многочисленных переводов с украинского, чешского, кабардинского, калмыцкого, казахского языков.
Скончался после тяжёлой продолжительной болезни 7 августа 2002 года в Белых Берегах; похоронен на Троицком кладбище города Орла (по его завещанию).

### Семья
Жена — Нина Ивановна Родичева. 
Также есть дочь Мария и внук Егор.
Дети от первого брака с Родичевой Валентиной Петровной - дочь Машина Ольга Николаевна и сын Родичев Александр Николаевич.

## Награды и признание
- премия Министерства обороны (1963) — за книгу «Амурское лето»
- премия ВЦСПС (1969) и премия Союза писателей СССР (1969) — по итогам конкурса на лучшее произведение о рабочем классе (книга «Вешка у родника»)
- орден Отечественной войны II степени
- орден Дружбы (2001)
- семь правительственных наград.

## Память
С 2003 года в Белых Берегах проводится ежегодный поэтический праздник, посвящённый памяти Н. И. Родичева.
Имя писателя носит библиотека в Белых Берегах (с 2012) и центральная библиотека Брасовского района Брянской области (с 2000 года).

## Избранные сочинения
Источник — Электронные каталоги РНБ
- Родичев Н. И. Алимушкины полушубки : Рассказы. — М.: Правда, 1964. — 46 с. — (Содерж.: Девятый «Б»; Протас Чухнин; Алимушкины полушубки; Яшка и его отец; В мире сказок). — 65 000 экз.
- Родичев Н. И. Алые росы : Повести. — Донецк: Кн. изд-во, 1963. — 384 с. — (Содерж.: Алые росы; Скворушки; Полтора Ивана; Карандух). — 115 000 экз.
- Родичев Н. И. Алый снег : Повести. — М.: Воениздат, 1986. — 270 с. — (Содерж.: Анива; Алый снег; Теплый хлеб; Коробейник; Так надо…). — 65 000 экз.
- Родичев Н. И. Амурское лето : Повесть. — М.: Сов. Россия, 1969. — 192 с. — 75 000 экз.
- Родичев Н. И. Анива : Повести. — М.: Воениздат, 1973. — 326 с. — (Содерж.: Анива; Амурское лето; Стоял старик у обочины). — 65 000 экз.
  - . — Владивосток: Дальневост. кн. изд-во, 1988. — 303 с. — (Содерж.: Амурское лето; Анива). — 50 000 экз.
- Родичев Н. И. Брасовские аллеи : Лирика, сатира. — Брянск: Брянский рабочий, 1955. — 96 с. — (Содерж.: Спешу в свой цех; Иду с работы; Циклы: Слово о дружбе; Незабываемые встречи; В семье не без урода). — 3000 экз.
- Родичев Н. И. Брянские характеры : Очерки. — М.: Сов. писатель, 1976. — 287 с. — 30 000 экз.
- Родичев Н. И. Будет день… : Повести, рассказы. — М.: Худож. лит., 1976. — 269 с. — (Содерж.: Егор Ильич; Стёпка вернулся; Только одного фашиста; Девятый «Б»; Не отверну лица; Однажды в полдень; Идея; Алимушкины полушубки; Протас Чухнин; Сказка живая, и др.). — 100 000 экз.
- Родичев Н. И. В своей деревне — пророк… : [О пред. колхоза Мураевка А. Н. Артюхове]. — М.: Сов. Россия, 1979. — 96 с. — (Писатель и время. Письма из деревни). — 50 000 экз.
- Родичев Н. И. Вешка у родника : Рассказы о героях труда. — М.: Профиздат, 1970. — 272 с. — (Разделы: Заводская сторона; На дневной поверхности; Чудо Ивановой земли). — 50 000 экз.
- Родичев Н. И. Городищенский парень : Рассказы об интерес. встречах. — М.: Правда, 1984. — 48 с. — (Библиотека «Огонёк» ; № 25). — 94 000 экз.
- Родичев Н. И. Девятый «Б» : Рассказы. — М.: Сов. Россия, 1963. — 107 с. — (Содерж.: Стёпка вернулся; Алимушкины полушубки; Скворушки; В мире сказок; Девятый «Б»; Яшка и его отец; Новеллы о Чехословакии). — 70 000 экз.
- Родичев Н. И. Домотканая жизнь : Кн. преданий старины, легенды и сказания, героика воен. лет и мирных времен, зарисовки быта соврем. крестьян и ремесленников Дмитр. р-на, а также сведения о летописцах этого края. — Орел: Изд-во Орл. гос. телевещат. компании, 1999. — 495 с. — 2000 экз. — ISBN 5-86615-034-4.
- Родичев Н. И. Живёт в деревне человек… : Очерки, рассказы. — М.: Правда, 1971. — 48 с. — (Библиотека «Огонёк» ; № 14. Содерж.: Живёт в деревне человек; Конопляный бог; Клинок; Строгая тишина). — 100 000 экз.
- Родичев Н. И. Жито. — М.: РБП, 1995. — 7 с. — (Рекламная библиотечка поэзии; 50 лет Великой Победы). — 1000 экз. — ISBN 5-7612-0108-9.
- Родичев Н. И. За сиреневыми звездами : Повести и рассказы. — М.: Московский рабочий, 1970. — 479 с. — (Содерж.: Повести: За сиреневыми звёздами; Скворушки; Цветы отцу; Амурское лето. Рассказы: Огонь на себя; Не отверну лица; Егор Ильич; Только одного фашиста; Девятый «Б»; Стёпка вернулся, и др.). — 65 000 экз.
- Родичев Н. И. Завязь : Повесть и роман. — М.: Сов. писатель, 1984. — 432 с. — (Содерж.: Завязь: Повесть; Брянская поляна: Роман). — 30 000 экз.
- Родичев Н. И. Иван-песня : Рассказы. — М.: Воениздат, 1965. — 48 с. — (Б-чка журн. «Советский воин». — № 14 (513); Содерж.: Иван-песня; Егор Ильич; Родная ветка; Море, моё море).
- Родичев Н. И. Игнат — светлая голова : Рассказ. — Сталино: Обл. кн. изд-во, 1959. — 30 с. — 30 000 экз.
- Родичев Н. И. Избранное : Рассказы и повести. — М.: Современник, 1985. — 524 с. — (Содерж.: Повести: Аисты; Карандух; Цветы отцу; Стоял старик на обочине…; Рассказы: Алимушкины полушубки; Протас Чухнин; Конопляный бог; Будет день…; Егор Ильич; Степка вернулся, и др.). — 100 000 экз.
- Родичев Н. И. Карандух : Повесть. — Киев: Молодь, 1959. — 183 с. — 45 000 экз.
- Родичев Н. И. Клинок : Рассказы. — М.: Воениздат, 1971. — 96 с. — (Б-чка журн. «Советский воин». — № 7 (650); Содерж.: Стоял старик на обочине; Клинок; Строгая тишина; Стартовые огоньки).
- Родичев Н. И. Лада-Ладушка : Рассказы. — М.: Правда, 1968. — 48 с. — (Библиотека «Огонёк» ; № 32. Содерж.: Лада-Ладушка; За сиреневыми звёздами; Идея). — 86 100 экз.
- Родичев Н. И. Мать корабля. — М.: Правда, 1975. — 48 с. — (Библиотека «Огонёк» ; № 31). — 100 000 экз.
- Родичев Н. И. Молитва матери. — М.: РБП, 1995. — 7 с. — (Рекламная библиотечка поэзии). — 1000 экз.
- Родичев Н. И. На земле Пересвета. — М.: Современник, 1984. — 462 с. — 50 000 экз.
- Родичев Н. И. Не ближний свет : Рассказы о живых героях. — М.: Современник, 1976. — 304 с. — (Разделы: Заводская тетрадь; Гнездо жар-птицы; Армейский блокнот; Чехословацкие страницы; Не ближний свет). — 50 000 экз.
- Родичев Н. И. Не отверну лица : Повести, рассказы. — М.: Воениздат, 1964. — 312 с. — (Содерж.: Рассказы: Егор Ильич; Не отверну лица; Сердце матери; Алимушкины полушубки; Сын Игната; На перепутье; Девятый «Б»; Только одного фашиста; Яшка и его отец. Повести: Коробейники; Ивановы перекрёстки). — 70 000 экз.
  - Не отверну лица : Повесть и рассказы. — Новосибирск: Зап.-сиб. кн. изд-во, 1971. — 240 с. — (Содерж.: Амурское лето: повесть. Рассказы: Огонь на себя; Не отверну лица; Егор Ильич; Только одного фашиста; Девятый «Б»; Стёпка вернулся; Стоял старик на обочине). — 100 000 экз.
- Родичев Н. И. Огонь на себя : Повесть и рассказы. — М.: Сов. писатель, 1966. — 359 с. — (Содерж.: Рассказы: Алимушкины полушубки; Идея; Протас Чухнин; Сердце матери; Я видел море; Любовь Семёновна; За кружкой пива; Яшка и его отец; Огонь на себя; За сиреневыми звездами; Девятый «Б»; Егор Ильич; Только одного фашиста; Не отверну лица; Покорение «Великана». Повесть: Ивановы перекрёстки). — 100 000 экз.
- Родичев Н. И. Однолюбы : Повести. — М.: Сов. Россия, 1979. — 431 с. — (Содерж.: За сиреневыми звездами; Ивановы перекрестки; Стоял старик на обочине…; Цветы отцу; Анива). — 50 000 экз.
- Родичев Н. И. Патриоты : Докум. очерки и рассказы. — М.: Изд-во ДОСААФ, 1975. — 191 с. — 100 000 экз.
- Родичев Н. И. Подарок. Лирика, сатира. — Харьков: Обл. изд-во, 1958. — 53 с. — (Циклы: Нехожеными тропами; Большими дорогами; Седина и плесень). — 4400 экз.
- Родичев Н. И. Подростки : Повести и рассказы. — М.: Изд-во ДОСААФ СССР, 1984. — 176 с. — (Содерж.: Сын Игната; Огонь по врагу; Иван — песня; Я видел море; Девятый «Б»; Егор Ильич; Колосок; Сухарик; Степка вернулся; Не ближний свет, и др.). — 100 000 экз.
- Родичев Н. И. Покорение «Великана» : Рассказы. — Киев: Молодь, 1962. — 201 с. — (Содерж.: В мире сказок; На повороте; Девятый «Б»; Покорение «Великана»; Мальчик без имени; Рубашка бедняка; Сын Игната; Скворушки; Стёпка вернулся; Друзья Станислава Сако; Без переводчика). — 15 000 экз.
- Родичев Н. И. Полтора Ивана : Повесть. — Сталино: Кн. изд-во, 1961. — 228 с. — 30 000 экз.
- Родичев Н. И. Рассказы о великих днях : Воспоминания сарых большевиков Донбасса. — Сталино, 1957.
- Родичев Н. И. Родная ветка : Рассказы, повесть. — Тула: Приок. кн. изд-во, 1983. — 270 с. — (Содерж.: Суровый берег: Повесть; Рассказы: Ребячьи профессии; Родная ветка; Степка вернулся; Теплый хлеб; Суземье; Мальчик без имени; Колечко; Дорого берет). — 30 000 экз.
- Родичев Н. И. Стёпка вернулся : [Рассказ. Для младш. школьного возраста]. — М.: Малыш, 1973. — 29 с. — 100 000 экз.
- Родичев Н. И. Стихи. — Харьков: Харьковское кн.-газ. изд-во, 1953. — 48 с. — 2000 экз.
- Родичев Н. И. Тёплый хлеб : Рассказы, повести. — М.: Современник, 1974. — 365 с. — (Содерж.: Рассказы: Тёплый хлеб; Будет день; Дорого берёт; Конопляный бог; Огонь на себя. Повести: Стоял старик на обочине; За сиреневыми звёздами; Карандух; Аисты). — 100 000 экз.
- Родичев Н. И. Цветы отцу : Рассказы. Повесть. — М.: Моск. рабочий, 1966. — 168 с. — (Содерж.: Рассказы: Протас Чухнин; Идея; Любовь Семёновна; Я видел море; Иван-песня; Родная ветка; Сухарик; У маленького окошка; Улыбка друга; За кружкой пива. Повесть: Цветы отцу). — 65 000 экз.
- Родичев Н. И. У жизни в гостях : Повести, рассказы. — Орел: Веш. воды, 2002. — 489 с. — (Содерж.: Повести: У жизни в гостях; Невеста; Петька-пулеметчик; Рассказы, очерки, новеллы: Разд.: Вторая красота; Прощай, двадцатый век). — 1200 экз. — ISBN 5-87295-135-3.
- Родичев Н. И. Чехословакия вас приветствует : Очерк. — Донецк: Кн. изд-во, 1961. — 29 с. — 2600 экз.
- Родичев Н. И. Шахтерские зори : Рассказы, очерки. — Донецк: Донбас, 1985. — 142 с. — (Разделы: Шахта «Мария»; Огни Донбасса). — 15 000 экз.

Переводы
- Бадмаев А. Б. Бег Аранзала : роман / Авториз. пер. с калмыц. Н. Родичева. — Элиста: Калмыц. кн. изд-во, 2003. — 576 с. — 850 экз. — ISBN 5-7539-0505-6.
- Бадмаев А. Б. Зултурган — трава степная : роман / Авториз. пер. с калмыц. Н. Родичева. — М.: Современник, 1979. — 432 с. — 30 000 экз.
  - . — М.: Современник, 1987. — 445 с. — 100 000 экз.
- Балакаев А. Г. В степи орлиной : Хроника одной трагедии : [Роман] / Авториз. пер. с калм. Н. Родичева. — М.: Сов. писатель, 1985. — 375 с. — 30 000 экз.
- Боков А. Х. Разорванный круг : роман / Пер. с ингуш. Н. Родичева. — М.: Современник, 1989. — 237 с. — 50 000 экз. — ISBN 5-270-00586-7.
- Боков А. Х. Юрский горизонт : роман / Пер. с ингуш. Н. Родичева. — Грозный: Чеч.-Инг. кн. изд-во, 1982. — 248 с. — 15 000 экз.
  - . — 2-е изд. — М.: Профиздат, 1986. — 272 с. — 200 000 экз.
- Залата Л. Д. Далеко в Арденнах; Пламя в степи : Роман. Повесть / Авториз. пер. с укр. Н. Родичева. — М.: Сов. писатель, 1980. — 472 с. — 30 000 экз.
  - . — М.: Сов. писатель, 1984. — 448 с. — 100 000 экз.
- Кульбачко Г. Л. Когда встречаются двое : [Очерки] / Авториз. пер. с укр. Н. Родичева. — испр. и доп. — Сталино: Кн. изд-во, 1959. — 178 с. — 50 000 экз.
- Мисаков П. Т. Королева долины : Повести и рассказы / Пер. с кабард. Н. Родичева. — М.: Современник, 1973. — 190 с. — (Содерж.: Повести: Груши цветут; Королева долины. Рассказы: Человек добрый; Москвичка; Запах краски). — 75 000 экз.
- Прилюк Д. Седины юных : Повести / Авториз. пер. с укр. Н. Родичева. — М.: Сов. писатель, 1987. — 428 с. — (Содерж.: Юность; Вечерний звон; Скорбь). — 30 000 экз.
- Прилюк Д. Село на нашей Украине : Повесть, рассказы / Авториз. пер. с укр. Н. Родичева. — М.: Сов. писатель, 1980. — 464 с. — (Содерж.: Повесть: Село, а в нём люди. Рассказы: Земля-матушка; Люди и нелюди; Непрошеный гость; Хождение по мукам). — 30 000 экз.
- Сарсекеев М. Взрыв : роман / Авториз. пер. с каз. Н. Родичева. — М.: Сов. писатель, 1983. — 439 с. — 30 000 экз.
  - . — 2-е изд. — Алма-Ата: Жазушы, 1987. — 462 с. — 60 000 экз.
- Сарсекеев М. Клад : роман / Авториз. пер. с каз. Н. Родичева. — М.: Сов. писатель, 1989. — 462 с. — 30 000 экз. — ISBN 5-265-00807-1.

1. Берзеле. Рассказы. — Кишинев: Литература и артистике, 1984. — 281 с.